# Степанов, Алексей Степанович
Алексе́й Степа́нович Степа́нов (24 апреля [6 мая] 1858, Симферополь, Таврическая губерния — 5 октября 1923, Москва) — русский живописец, график, академик Императорской Академии художеств, член Товарищества передвижных художественных выставок, один из учредителей «Союза русских художников».

## Биография

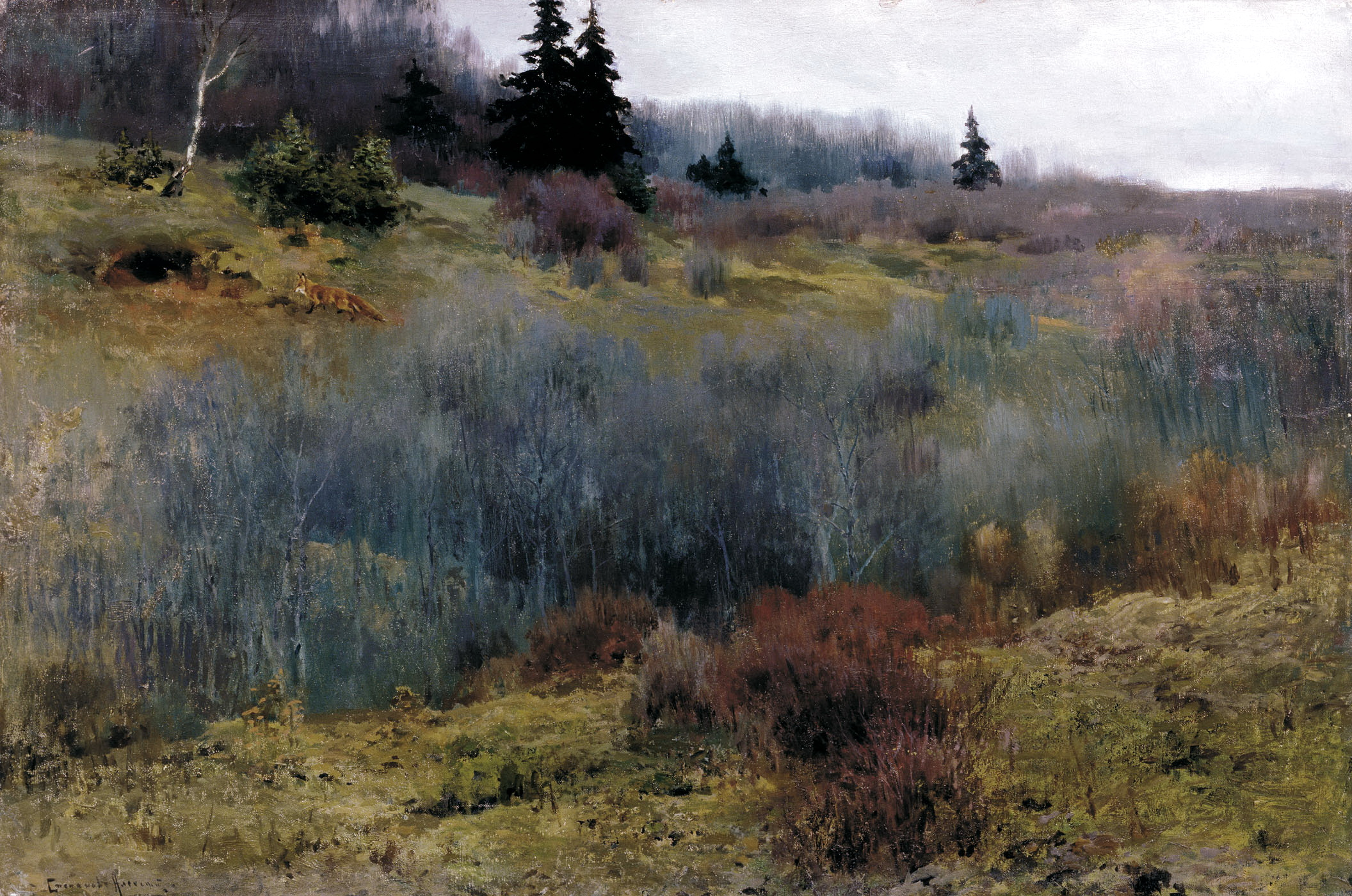
«Осень», (ранее 1923), холст, масло — Кировский областной художественный музей имени В. М. и А. М. Васнецовых.

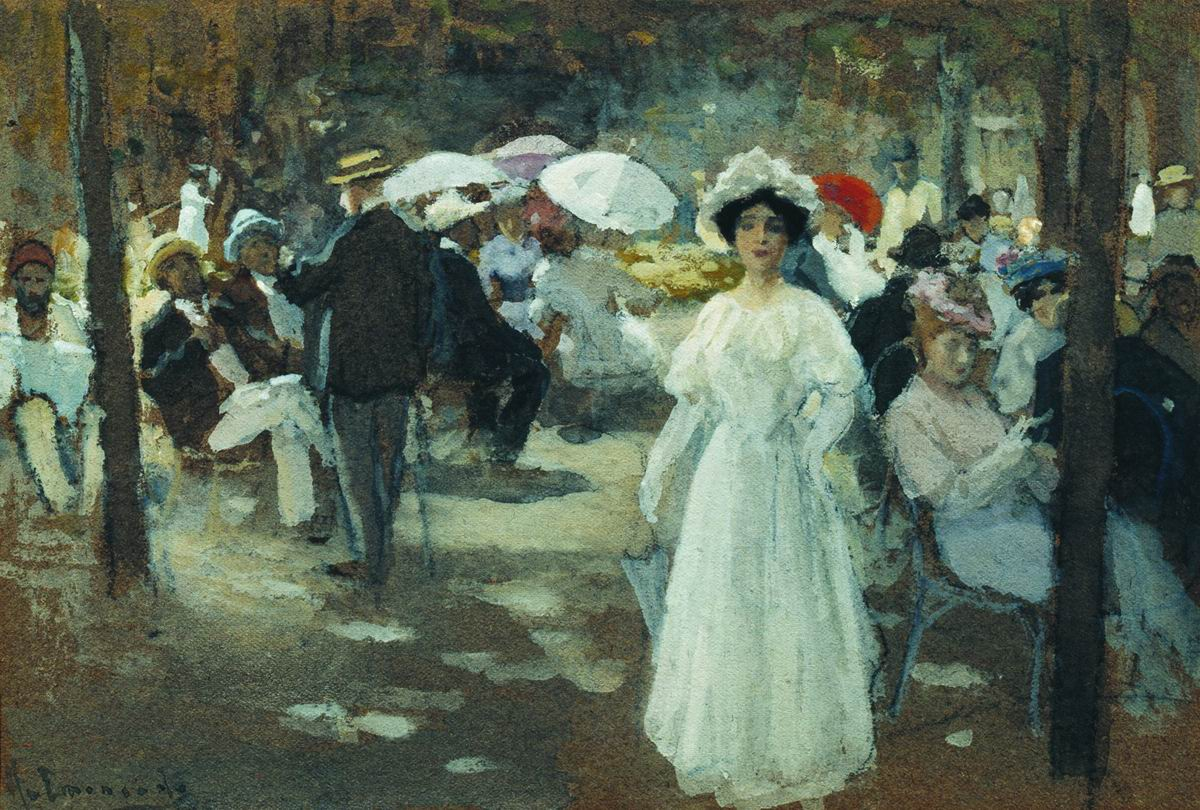
«Бульвар», (1919), бумага, акварель — Национальный художественный музей Республики Беларусь.

Алексей Степанович Степанов родился в Симферополе, в семье потомственного дворянина, офицера, участника Крымской войны. Осиротевшего в раннем возрасте Степанова (в 1858 году умирает его мать, а в 1863 году отец), опекун увозит в Москву и устраивает в малолетнее отделение Института обер-офицерских сирот, располагавшегося в бывшей усадьбе графа Разумовского.
Учился в 1-й мужской гимназии, затем на землемерном отделении Константиновского межевого института. Окончив полный курс, в 1879 году Степанов выпускается из института с присвоением звания землемера.
С 1880 по 1883 год вольнослушатель, c 1883 года по 1884 год студент Московского Училища живописи, ваяния и зодчества, класс И. М. Прянишникова, обучение рисунку — класс Е. С. Сорокина. За рисунок и эскизы в 1883 году награждён малой серебряной медалью Училища. 
В 1884 году за представленную выпускную работу «Отец и сын, или Военная беседа» награждается большой серебряной медалью с присвоением звания классного художника.
Будучи студентом Московского Училища живописи, ваяния и зодчества, Степанов начинает сотрудничество с журналом «Природа и охота», продолжавшееся долгие годы. С 1883 по 1895 год в журнале опубликовано около ста рисунков Степанова.
С 1888 года экспонент Товарищества передвижных художественных выставок, картина «Гоп! Гоп!» была принята к показу на XVI Передвижной выставке. Первый успех Степанову приносит выставленная в 1889 году на XVII Передвижной выставке картина «Лоси едят сено зимой». Картина единогласно принята на выставку Советом Товарищества и была приобретена П. М. Третьяковым для своей коллекции.
В конце 1880-х годов Степанов вместе с Левитаном, Пастернаком и рядом других художников и архитекторов служил преподавателем в Училище изящных искусств художника-архитектора А. О. Гунста. 
Весной 1888 года Степанов вместе с друзьями Исааком Левитаном и Софьей Кувшинниковой отправился на пароходе по Оке до Нижнего Новгорода и далее вверх по Волге. В городке Плёс художники остановились для работы на плэнере, оценив красоту места. 
В 1889 году Степанов по настоянию В. А. Серова, приглашается в Московское Училище живописи, ваяния и зодчества преподавателем класса анималистической живописи. Получив впоследствии звание профессора, Степанов возглавлял класс до 1918 года, у него учились С. В. Герасимов, В. А. Филиппов, М. А. Добров, Б. В. Иогансон, П. Д. Корин, А. П. Панфилов, Л. В. Туржанский, Б. Н. Яковлев и многие другие художники.
Ещё больший успех в 1891 году Степанову приносит картина «Журавли летят», выставленная на XIX выставке Товарищества. После чего в марте 1891 года Степанов вместе с С. И. Светославским и И. И. Левитаном принимается в полноправные члены Товарищества передвижных художественных выставок.
В 1894 году вместе с семьей московского купца и собирателя Н. В. Медынцева, Степанов путешествует по Германии, Швейцарии, Франции, Северной Италии. В 1895 году он женится на дочери Медынцева — Людмиле Николаевне. Поездка в Европу, а именно живопись французских импрессионистов, оказала определённое влияние на творчество художника, хотя и отрицаемое современниками. По результатам поездки Степанов написал картину «Прачки в Виши».
Каждое лето с 1906 года по 1914 год Степанов живёт в имениях Лубенькино, Гарусово и Бережок Вышневолоцкого уезда (ныне Удомельский район) Тверской губернии. Дом, в котором жил Степанов в Гарусово, изображён на картине «Уехали» (1911—1914, Государственная Третьяковская галерея).
В 1905 году Степанов за картину «Утренний привет» удостаивается звания академика Императорской Академии художеств. Картина выставлялась на XXV выставке передвижников, XXIV выставке Императорской Академии художеств и в 1900 году на Всемирной выставке в Париже.
Наметившийся к концу XIX века кризис в Товариществе передвижных художественных выставок, вызванный конфликтом между петербургской и московской школами, старым и новым поколениями передвижников, отразился и на Степанове. В 1901 году Степанов вступает в выставочное объединение «36 художников», а в 1903 году художник становится одним из учредителей «Союза русских художников», подписав вместе с А. М. Васнецовым, С. В. Ивановым, А. Е. Архиповым, С. А. Виноградовым, К. К. Первухиным и И. С. Остроуховым коллективное заявление о выходе из Товарищества.
В 1920 году Степанов тяжело заболел, но продолжал работать. Одну из последних работ Степанова «Качели» (1923) приобрёл для своей коллекции Институт Карнеги. Умер Алексей Степанович Степанов в 1923 году. Похоронен на Ваганьковском кладбище в Москве (23 участок).

## Галерея

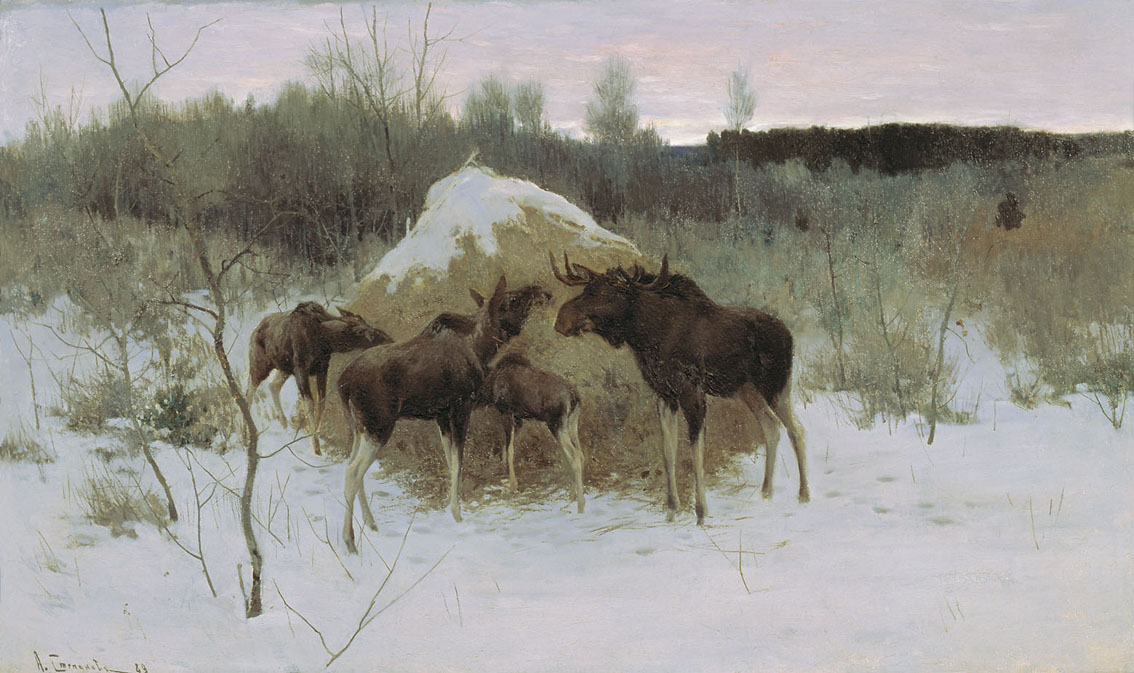
«Лоси», (1889), холст, масло — Государственная Третьяковская галерея
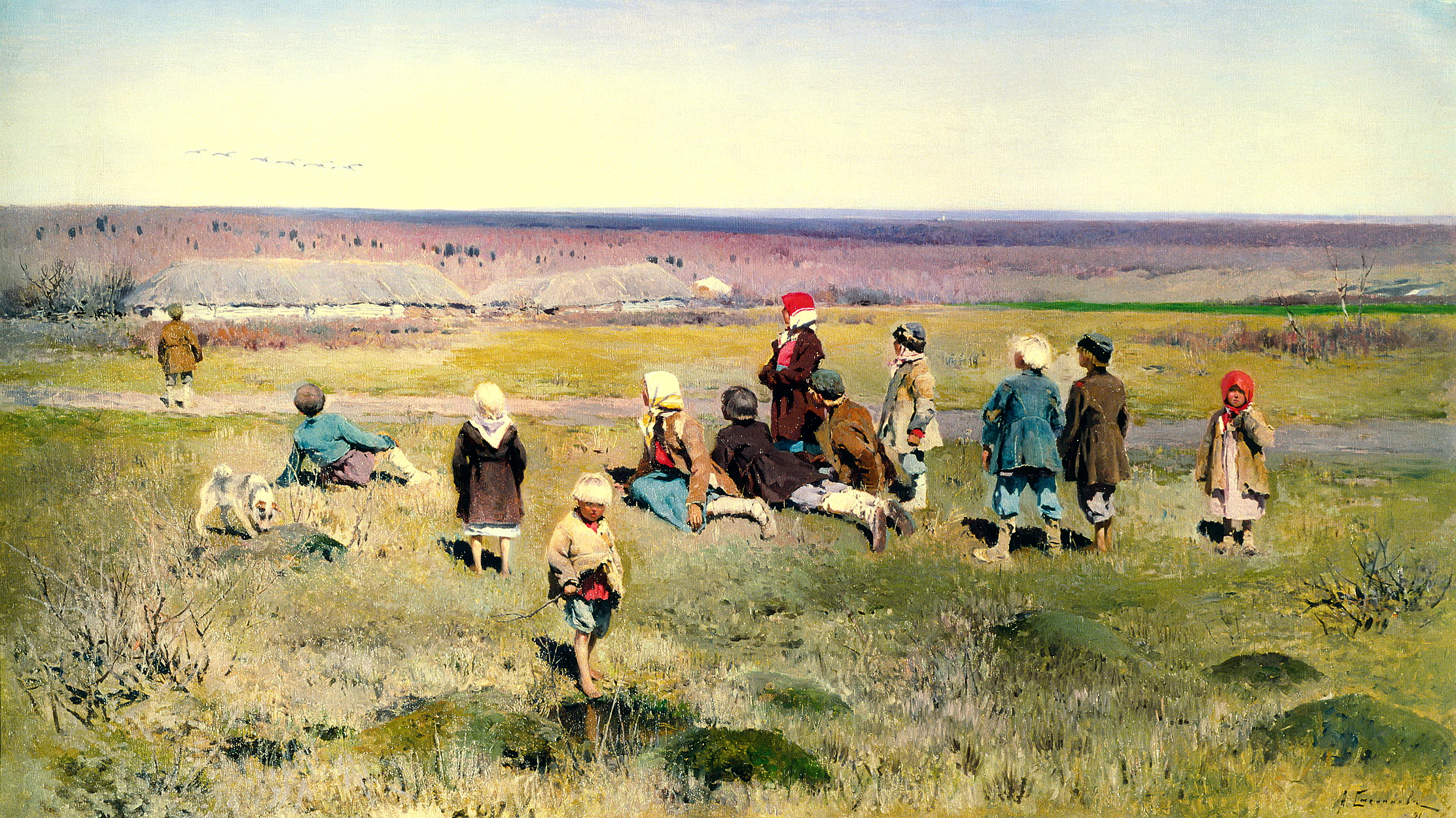
«Журавли летят», (1891), холст, масло — Государственная Третьяковская галерея
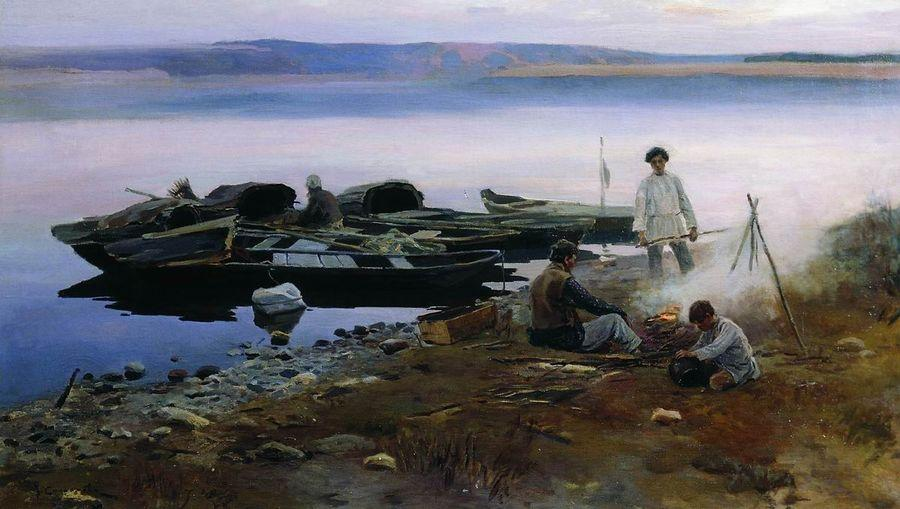
«На Волге», (1897), холст, масло — Самарский областной художественный музей
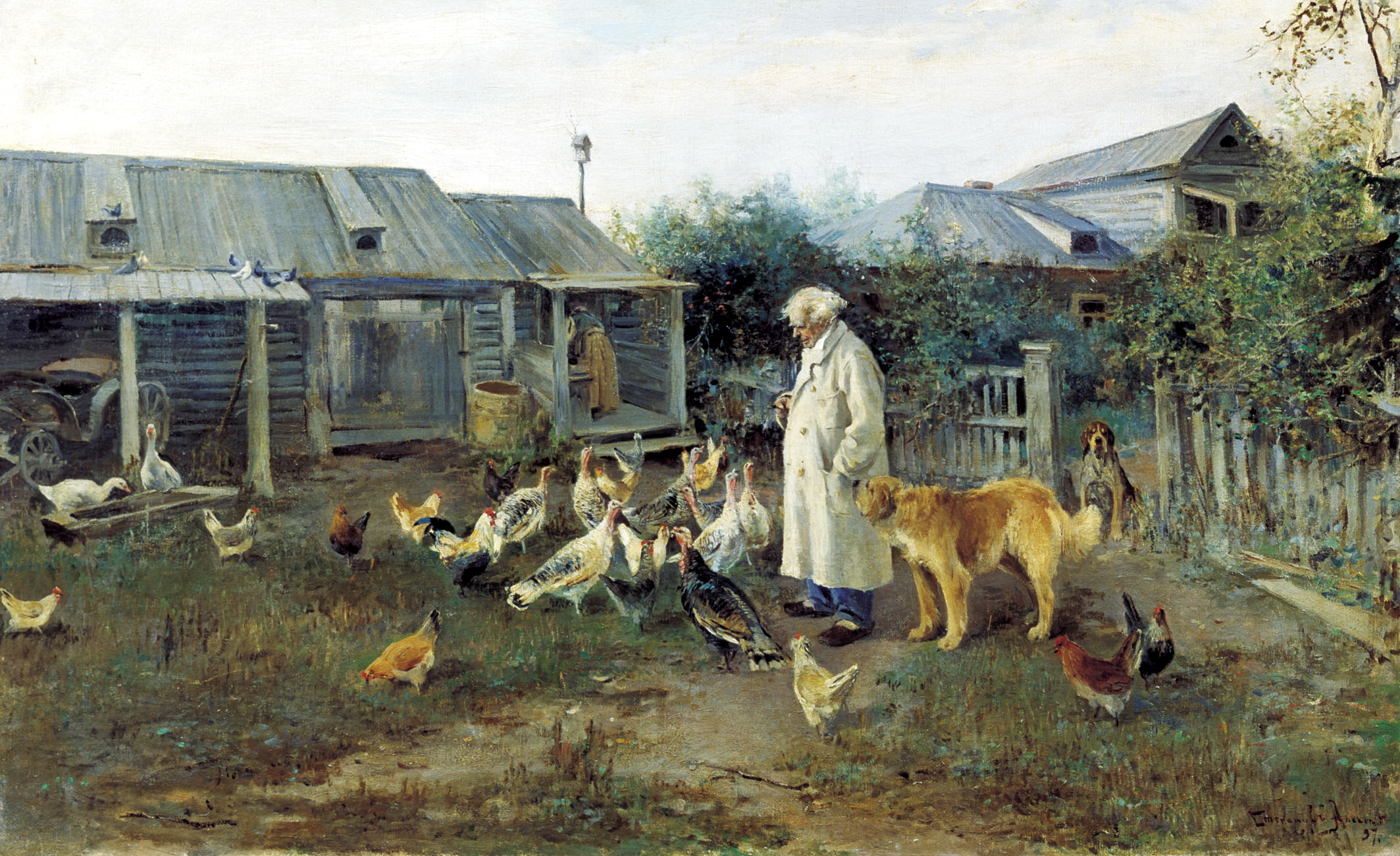
«Утренний привет», (1897), холст, масло — Псковский государственный объединенный историко-архитектурный и художественный музей-заповедник
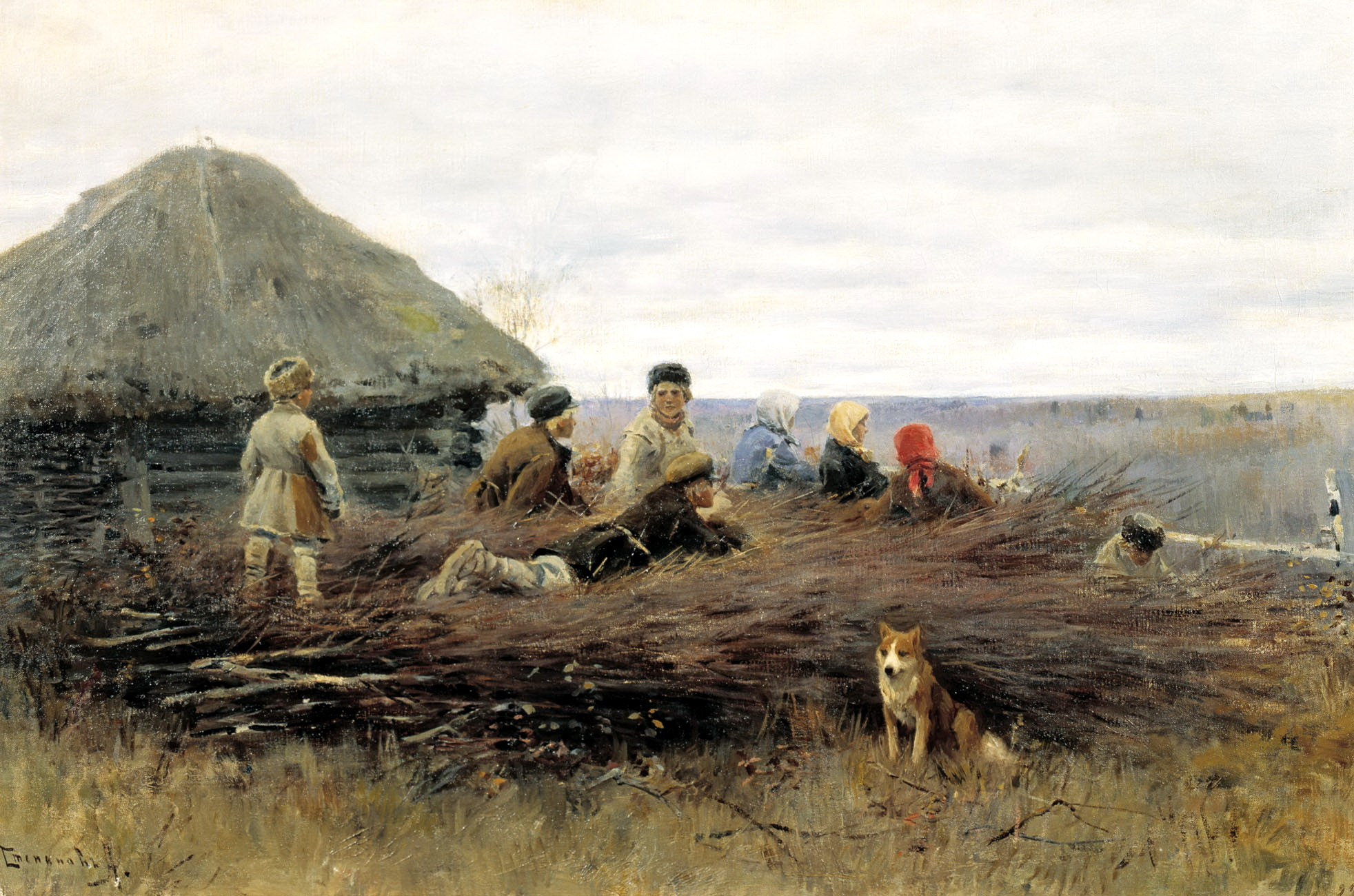
«Дети на хворосте», (1899), холст, масло — Ульяновский областной художественный музей
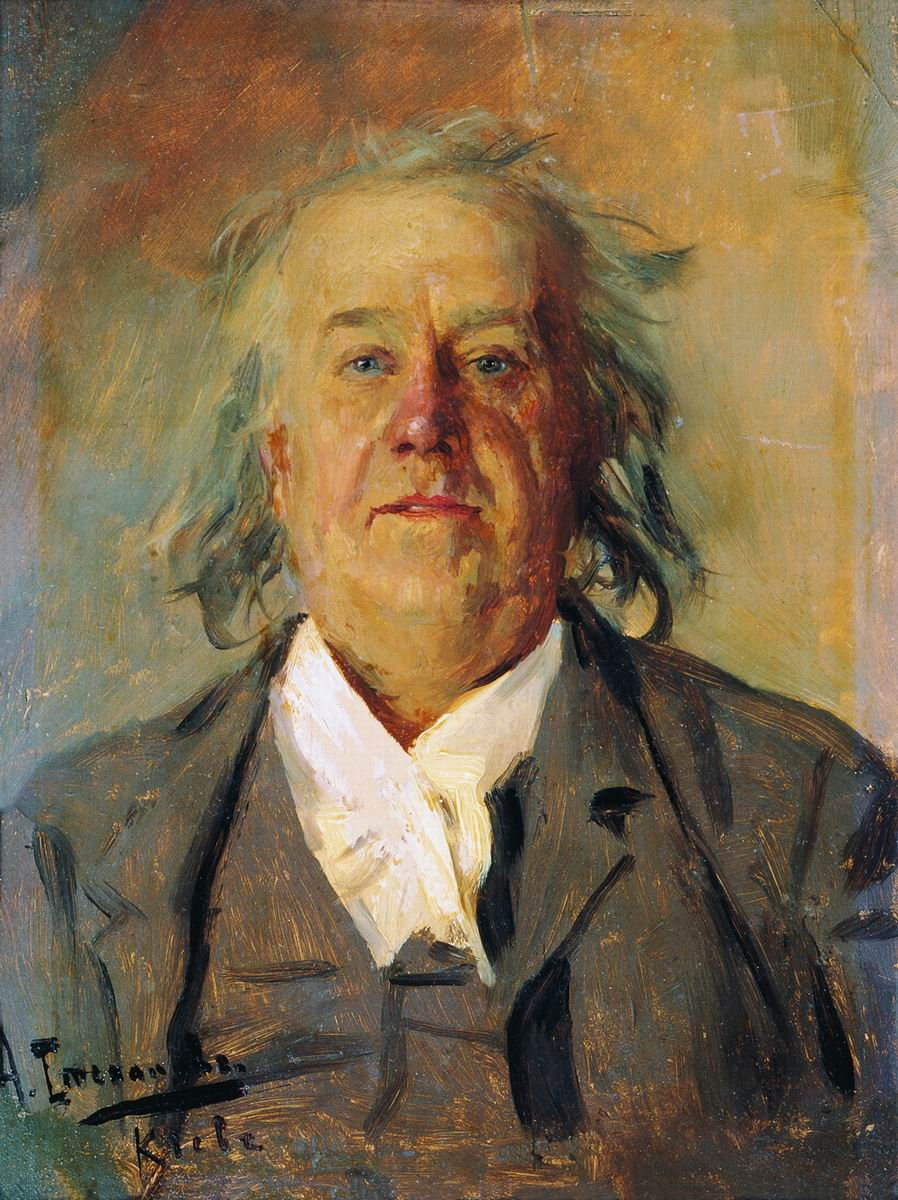
«Портрет Н. В. Медынцева» (Николай Васильевич Медынцев — купец, коллекционер, тесть художника А. С. Степанова[9]), (1902), холст, масло — Тверская областная картинная галерея
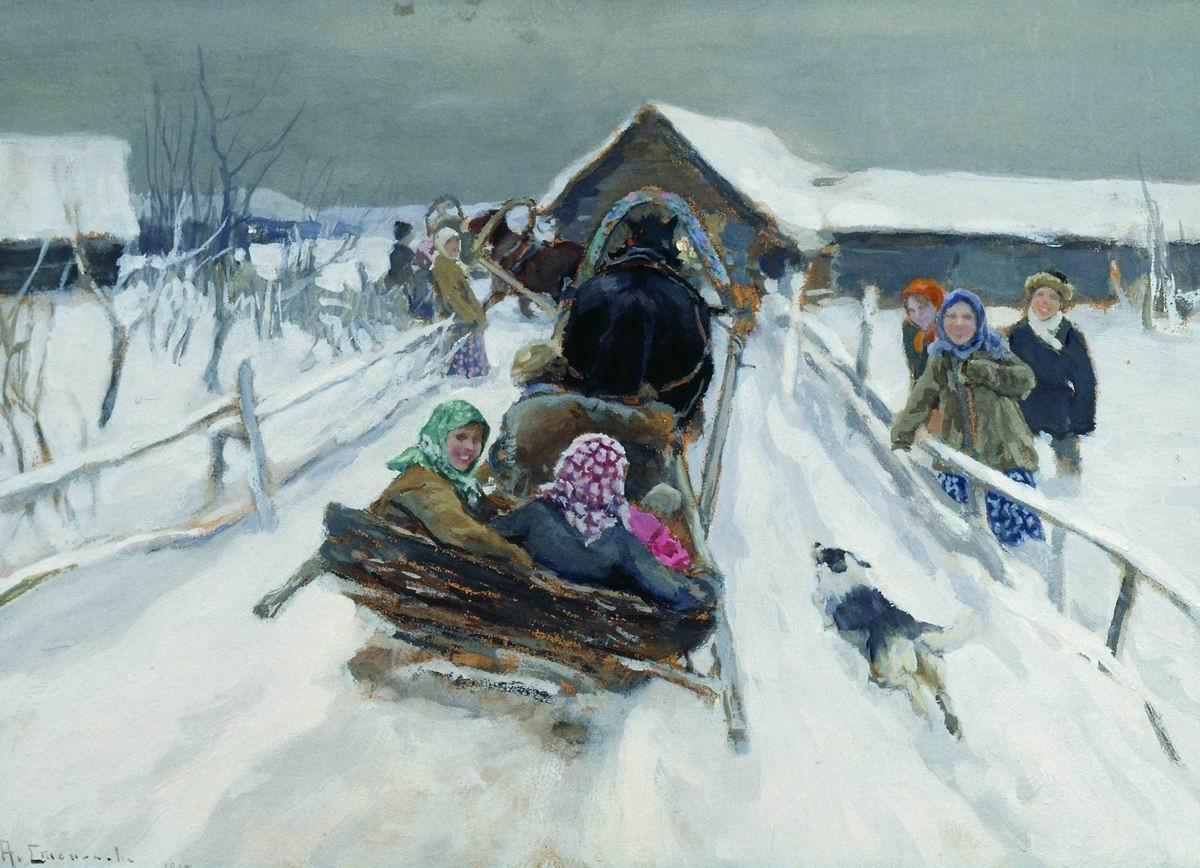
«Катание на Масленицу», (1910), картон, темпера — Ставропольский краевой музей изобразительных искусств
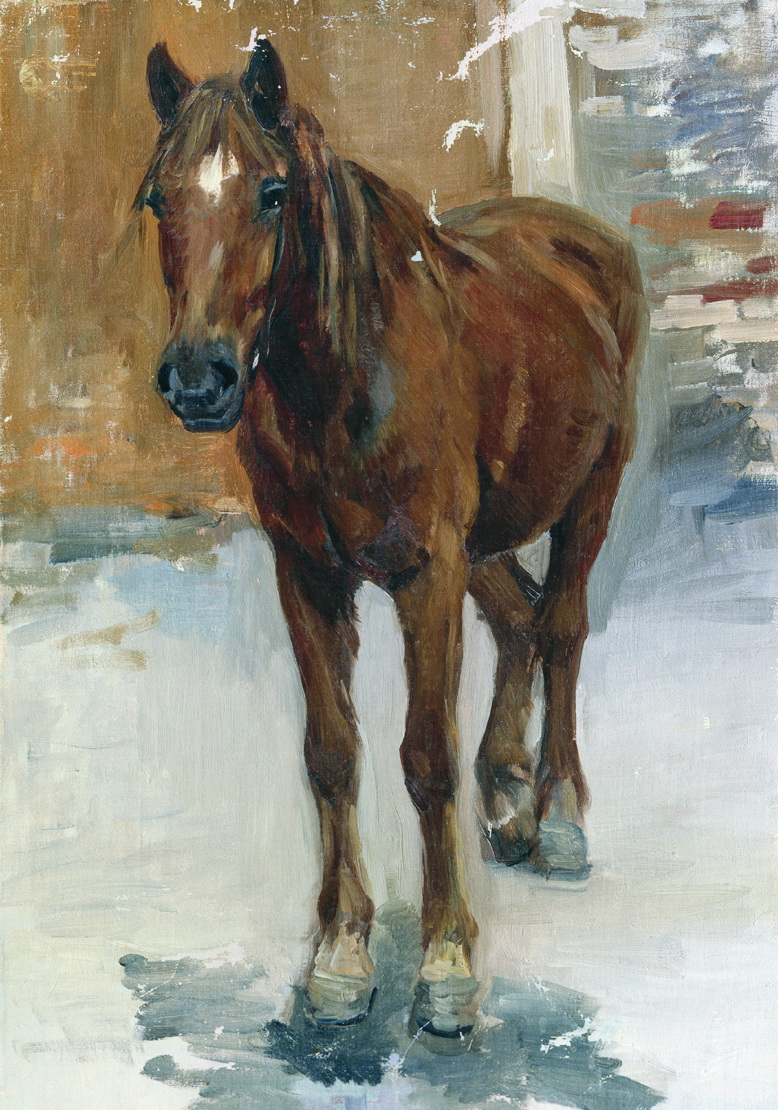
«Лошадь», (1911-1920), холст, масло — Нижегородский государственный художественный музей
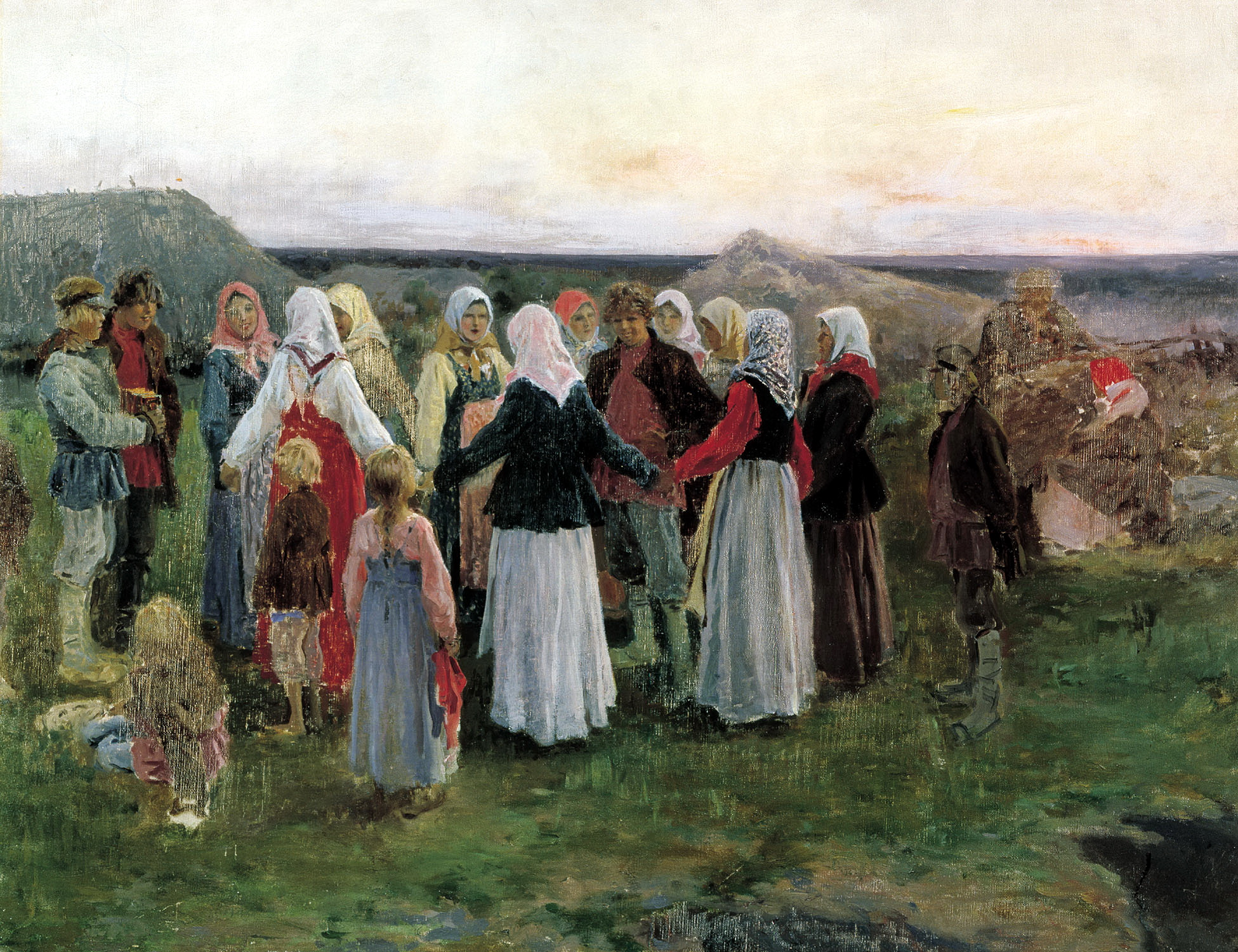
«Хоровод», (ранее 1923), холст, масло — Республиканский художественный музей имени Ц. С. Сампилова
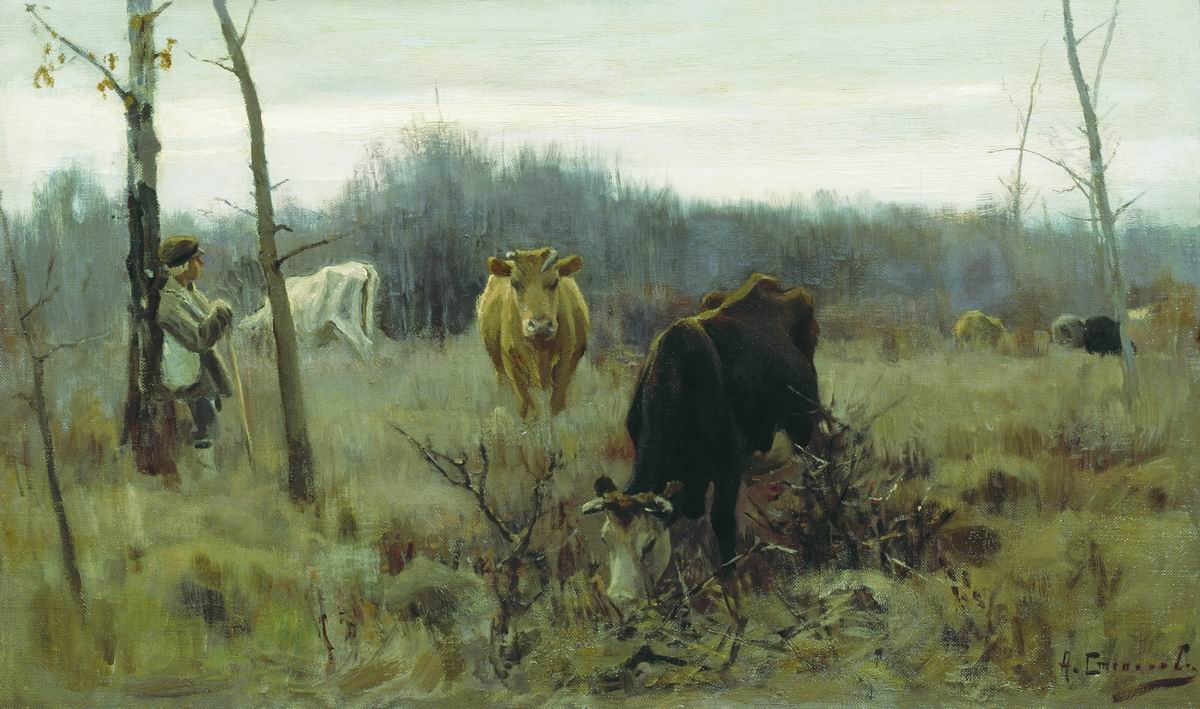
«На пастбище», (ранее 1923), холст, масло — Национальный художественный музей Республики Беларусь

## Адреса в Москве
- 1895—1923 — Покровский бульвар, дом 8, строение 1, квартира 8 — жилой дом А. Ф. Медынцевой, (мемориальная доска, 1962 год[8]), выявленный объект культурного наследия[10].

Мемориальная доска А.С. Степанову расположенная в Москве по адресу Покровский бульвар, дом 8